# Home Run (canción)
«Home Run» es una canción interpretada por la cantante y compositora británica Misha B, incluida en su primer álbum de estudio #FOE, de 2013. Fue compuesta y producida por Misha y MNEK. De acuerdo con ella, habla sobre «alguien especial que hace que te emociones». Relentless Records la lanzó como el primer sencillo de la cantante el 13 de julio de 2012 a través de un EP publicado en iTunes.
Varios críticos musicales mostraron su agrado por la canción. La mayoría alabó su ritmo y además la voz de la cantante. Sin embargo, esta no tuvo éxito comercial aparente más allá de alcanzar la undécima posición en el Reino Unido. Para promocionarla, la cantante la interpretó en los MOBO Awards y además lanzó un videoclip el 15 de junio de 2012 dirigido por Rohan Blair-Mangat.

## Antecedentes y composición
Antes de su lanzamiento o anuncio oficial, «Home Run» pudo escucharse desde el mixtape de Misha, Why Hello World, lanzado a finales de abril de 2012. Pocos días después, anunció que sería su primer sencillo y que sería lanzado en julio de ese mismo año. El 1 de junio, la canción podía escucharse a través de SoundCloud y un mes después, el EP correspondiente del sencillo se lanzó en iTunes el 13 de julio con un total de cuatro remezclas adicionales. «Home Run» fue compuesta y producida por Misha y MNEK. Sobre su temática y la idea de escribirla, la cantante dijo:

«"Home Run" es sobre ese alguien especial que hace que te emociones, ¡tanto que pierdes el control! Cuando la canto, siento esa energía en el escenario, que hace que quieras bailar en el escenario [...] Está basada en una balada que escribí sobre mi ex y solo la cambié para darle un ambiente más fresco, un ambiente de diversión».

## Recepción
En general, «Home Run» contó con críticas favorables, pero con una éxito comercial escaso. El escritor Robert Copsey de Digital Spy le otorgó cuatro estrellas de cinco y notó influencias de raperas como Nicki Minaj y Missy Elliot. Fuera de ello, comentó que la canción resultó ser «fresca y emocionante». Un crítico de iMediaMonkey señaló que es «pegadiza» y sin duda deja ver el «rap fresco de Misha B». Además, alabó el registro vocal de la cantante y comentó que no carece de «actitud, personalidad o estilo». Aunque, destacó que tal vez la canción es demasiada rápida. Por su parte, Cleo de FlavourMag aseguró que la canción estaba destinada a los clubes nocturnos del verano.
Comercialmente, la canción fracasó en todo el mundo, salvo por el país natal de la cantante. En el Reino Unido, la canción debutó durante la semana del 28 de julio de 2012 en la undécima posición del UK Singles Chart con un total de 16 000 descargas digitales. En Irlanda debutó en una de las cinco últimas posiciones de su conteo semanal y solo se mantuvo una semana.

## Promoción

### Vídeo musical
El videoclip de «Home Run» fue dirigido por Rohan Blair-Mangat y publicado el 15 de junio de 2012 en el canal de VEVO de Misha B en YouTube. En declaraciones del director, el vídeo posee influencias de la cantante Chaka Khan. Para su producción, se gastaron un total de diez latas de spray para el cabello, veinte latas de pintura de neón y cinco tipos de labiales. Grabado en un estudio de Middlesex, el rodaje duró diecisiete horas. El vídeo comienza con un fondo blanco que resalta la silueta de Misha. A lo largo de su transcurso, se torna más colorido, dado que el fondo cambia constantemente su tono. Eventualmente se intercalan escenas de la cantante y algunos bailarines ejecutando una coreografía. Las mismas escenas también fueron grabadas pero con todos cubiertos de pintura de neón en un fondo oscuro. Otras tomas incluyendo a Misha enfocada directamente a la cámara mientras rapea y a los bailarines bailando de manera individual.

### Presentaciones en vivo
El 17 de julio de 2012, Misha realizó una transmisión en Ustream donde respondió algunas preguntas y cantó una versión acústica de la canción acompañada simplemente de una guitarra. Más tarde, el 3 de noviembre, la cantante la interpretó en los MOBO Awards y recibió comentarios favorables por parte de algunos críticos.

## Formato y remezclas
- Descarga digital

| «Home Run» — EP |                                    |          |  |
| N.º             | Título                             | Duración |  |
| 1.              | «Home Run» (Radio Edit)            | 3:16     |  |
| 2.              | «Home Run» ((Kat Krazy Remix))     | 3:37     |  |
| 3.              | «Home Run» (Zed Bias Remix)        | 4:04     |  |
| 4.              | «Home Run» (DC Breaks Remix)       | 5:04     |  |
| 5.              | «Home Run» (Taiki & Nulight Remix) | 5:05     |  |

## Posicionamiento
| Escocia     | Scottish Singles Chart | 13 |
| Irlanda     | Irish Singles Chart    | 46 |
| Reino Unido | UK Singles Chart       | 11 |